# Четан
Четан (рум. Cetan) — село у повіті Клуж в Румунії. Входить до складу комуни Вад.
Село розташоване на відстані 354 км на північний захід від Бухареста, 48 км на північ від Клуж-Напоки.

## Населення
За даними перепису населення 2002 року у селі проживали 568 осіб. Усі жителі села рідною мовою назвали румунську.
Національний склад населення села:
| Національність | Кількість осіб | Відсоток |
| -------------- | -------------- | -------- |
| румуни         | 525            | 92,4%    |
| цигани         | 43             | 7,6%     |